# 山东省卫生健康委员会
山东省卫生健康委员会（简称山东省卫健委）是中华人民共和国山东省人民政府主管卫生医疗工作的组成部门，加挂山东省中医药管理局（简称省中医药局）牌子。

## 历史沿革
2018年10月，根据《山东省机构改革方案》和《中共山东省委、山东省人民政府关于山东省省级机构改革的实施意见》，整合山东省卫生和计划生育委员会（山东省中医药管理局）以及医药卫生体制改革、老年事业管理、老年人权益保障、职业卫生监督管理等职责，组建山东省卫生健康委员会，作为山东省人民政府组成部门，保留省中医药管理局牌子。
2018年10月25日上午，山东省卫生健康委员会在济南市挂牌成立。

## 机构设置
山东省卫生健康委员会下设：
（2019年2月16日起施行）
机关处室
- 办公室
- 人事处
- 规划发展与信息化处
- 财务审计处政策法规处（行政许可处）
- 体制改革处
- 疾病预防控制处
- 医政医管处
- 基层卫生健康处
- 卫生应急办公室（省突发公共卫生事件应急指挥中心）
- 科技教育与交流合作处
- 综合监督处
- 药物政策与基本药物制度处
- 食品安全标准与监测评估处
- 老龄健康处
- 医养健康产业处
- 妇幼健康处
- 职业健康处
- 人口监测与家庭发展处
- 宣传处
- 中医药处
- 省保健局
- 机关党委
- 离退休干部处

直属事业单位
- 山东省体检办公室
- 山东省卫生健康委员会机关服务中心
- 山东省立医院
- 山东医学高等专科学校
- 山东中医药高等专科学校
- 菏泽医学专科学校
- 山东省青岛疗养院
- 山东省耳鼻喉医院
- 山东省妇幼保健院
- 山东省医学影像学研究所
- 山东省胸科医院
- 山东省精神卫生中心
- 山东省立第三医院
- 山东省卫生健康委员会执法监察局
- 山东省疾病预防控制中心
- 山东省血液中心
- 山东省中医药研究院
- 山东省地方病防治研究所
- 山东省泰山疗养院
- 山东省卫生健康委员会医疗管理服务中心
- 山东省卫生健康宣传教育中心
- 山东省计划生育药具管理站
- 山东省医务工会工作委员会

## 历任领导
| 姓名   | 任期                  | 备注                                                                                |
| ------ | --------------------- | ----------------------------------------------------------------------------------- |
| 袭燕   | 2018年10月－2022年8月 | 2025年7月28日涉嫌严重违纪违法，主动投案，目前正接受山东省纪委监委纪律审查和监察调查 |
| 马立新 | 2022年8月－           | 兼省中医药管理局局长                                                                |

## 荣誉
2020年9月，被中共中央、国务院、中央军委授予“全国抗击新冠肺炎疫情先进集体”。